# V liga polska w piłce nożnej (2020/2021)
V liga 2020/2021 to rozgrywki szóstego poziomu ligowego piłki nożnej mężczyzn w Polsce w województwie wielkopolskim, które prowadzone były w 3 grupach. Mistrzowie wszystkich grup awansowali do IV ligi, gr. wielkopolskiej a wicemistrzowie grali baraże o awans. Najsłabsze zespoły zostały relegowane do klasy okręgowej.

## Grupa I

### Drużyny
| Uczestnicy poprzedniej edycji                                                                                 | Uczestnicy poprzedniej edycji | Uczestnicy poprzedniej edycji | Uczestnicy poprzedniej edycji |
| --- | ----------------------------- | ----------------------------- | ----------------------------- |
| MGO | Concordia Murowana Goślina    | 1                             |                               |
| MAR | Leśnik Margonin               | 3                             |                               |
| CZA | Czarni Czerniejewo            | 4                             |                               |
| ŁOB | Pogoń Łobżenica               | 5                             |                               |
| ZŁO | Sparta Złotów                 | 6                             |                               |
| HPO | Huragan Pobiedziska           | 7                             |                               |
| NCZ | Noteć Czarnków                | 8                             |                               |
| WYS | GLKS Wysoka                   | 9                             |                               |
| WSK | Wełna Skoki                   | 10                            |                               |
| ZGO | Zamek Gołańcz                 | 11                            |                               |
| LKO | 1922 Lechia Kostrzyn          | 13                            |                               |
| PPO | Płomień Połajewo              | 15                            |                               |
| SPO | Sparta Oborniki               | 16                            |                               |
| Awans z klasy okręgowej 2019/2020                                                                             |                               |                               |                               |
| grupa wielkopolska II                                                                                         |                               |                               |                               |
| LEK | Lechita Kłecko                | 2                             |                               |
| grupa wielkopolska IV                                                                                         |                               |                               |                               |
| SZA | Sparta Szamotuły              | 1                             |                               |
| BŁW | Błękitni Wronki               | 2                             |                               |
| grupa wielkopolska VI                                                                                         |                               |                               |                               |
| CHO | Polonia Chodzież              | 1                             |                               |
| OSM | Orkan Śmiłowo                 | 2                             |                               |
| Oznaczenia: - kolumna pierwsza – skróty nazw drużyn, - kolumna trzecia – miejsce zajęte w poprzednim sezonie. |                               |                               |                               |

Objaśnienia:
1. Concordia Murowana Goślina zrezygnowała z awansu do IV ligi, w związku z czym awansowała 2. drużyna - Iskra Szydłowo.

### Tabela
| Lp. | Drużyna                     | M  | Z  | R | P  | Bramki | Bramki | Różn. | Pkt | Uwagi                                                         | Bezpośrednio                             |
| --- | --------------------------- | -- | -- | - | -- | ------ | ------ | ----- | --- | ------------------------------------------------------------- | ---------------------------------------- |
| 1   | Huragan Pobiedziska (M) (A) | 34 | 25 | 7 | 2  | 75     | 20     | +55   | 82  | Awans do IV ligi                                              |                                          |
| 2   | Pogoń Łobżenica (B)         | 34 | 22 | 3 | 9  | 109    | 55     | +54   | 69  | Baraże o awans do IV ligi                                     |                                          |
| 3   | Noteć Czarnków              | 34 | 20 | 7 | 7  | 70     | 36     | +34   | 67  |                                                               |                                          |
| 4   | Polonia Chodzież            | 34 | 19 | 9 | 6  | 59     | 28     | +31   | 66  |                                                               |                                          |
| 5   | Zamek Gołańcz               | 34 | 17 | 9 | 8  | 75     | 52     | +23   | 60  | ZGO – BŁW 2:2 BŁW – ZGO 1:3                                   |                                          |
| 6   | Błękitni Wronki             | 34 | 18 | 6 | 10 | 83     | 61     | +22   | 60  | ZGO – BŁW 2:2 BŁW – ZGO 1:3                                   |                                          |
| 7   | Sparta Oborniki             | 34 | 18 | 3 | 13 | 63     | 52     | +11   | 57  |                                                               |                                          |
| 8   | Leśnik Margonin             | 34 | 16 | 3 | 15 | 70     | 70     | 0     | 51  |                                                               |                                          |
| 9   | Concordia Murowana Goślina  | 34 | 14 | 7 | 13 | 69     | 60     | +9    | 49  | MGO: 7 pkt, różn. +2 WSK: 6 pkt, różn. -2 CZA: 4 pkt, różn. 0 |                                          |
| 10  | Wełna Skoki                 | 34 | 15 | 4 | 15 | 93     | 86     | +7    | 49  | MGO: 7 pkt, różn. +2 WSK: 6 pkt, różn. -2 CZA: 4 pkt, różn. 0 |                                          |
| 11  | Czarni Czerniejewo          | 34 | 15 | 4 | 15 | 69     | 68     | +1    | 49  | MGO: 7 pkt, różn. +2 WSK: 6 pkt, różn. -2 CZA: 4 pkt, różn. 0 | Przeniesienie do grupy wielkopolskiej II |
| 12  | 1922 Lechia Kostrzyn        | 34 | 13 | 9 | 12 | 43     | 47     | −4    | 48  |                                                               | Przeniesienie do grupy wielkopolskiej II |
| 13  | Sparta Szamotuły            | 34 | 11 | 8 | 15 | 66     | 68     | −2    | 41  |                                                               |                                          |
| 14  | Orkan Śmiłowo (S)           | 34 | 10 | 6 | 18 | 59     | 84     | −25   | 36  | Spadek do klasy okręgowej                                     |                                          |
| 15  | Sparta Złotów (S)           | 34 | 7  | 4 | 23 | 36     | 95     | −59   | 25  | Spadek do klasy okręgowej                                     |                                          |
| 16  | GLKS Wysoka (S)             | 34 | 5  | 9 | 20 | 34     | 77     | −43   | 24  | Spadek do klasy okręgowej                                     |                                          |
| 17  | Lechita Kłecko (S)          | 34 | 4  | 6 | 24 | 31     | 80     | −49   | 18  | Spadek do klasy okręgowej                                     |                                          |
| 18  | Płomień Połajewo (S)        | 34 | 4  | 2 | 28 | 40     | 105    | −65   | 14  | Spadek do klasy okręgowej                                     |                                          |

## Grupa II

### Drużyny
| Uczestnicy poprzedniej edycji                                                                                 | Uczestnicy poprzedniej edycji | Uczestnicy poprzedniej edycji | Uczestnicy poprzedniej edycji |
| --- | ----------------------------- | ----------------------------- | ----------------------------- |
| grupa wielkopolska II                                                                                         |                               |                               |                               |
| GOS | Kania Gostyń                  | 3                             |                               |
| PIA | Korona Piaski                 | 4                             |                               |
| ARP | AP Reissa Poznań              | 5                             |                               |
| PRZ | Płomień Przyprostynia         | 6                             |                               |
| GRP | Grom Plewiska                 | 7                             |                               |
| WLP | Wiara Lecha Poznań            | 8                             |                               |
| RAW | Rawia Rawicz                  | 9                             |                               |
| OCH | Orkan Chorzemin               | 10                            |                               |
| LIP | Lipno Stęszew                 | 11                            |                               |
| RAC | PKS Racot                     | 13                            |                               |
| PŚM | Pogoń Śmigiel                 | 14                            |                               |
| PAT | Patria Buk                    | 15                            |                               |
| PKR | Promień Krzywiń               | 16                            |                               |
| grupa wielkopolska I                                                                                          |                               |                               |                               |
| SOK | Sokół Pniewy                  | 14                            |                               |
| Awans z klasy okręgowej 2019/2020                                                                             |                               |                               |                               |
| grupa wielkopolska III                                                                                        |                               |                               |                               |
| PRZ | Przemysław Poznań             | 1                             |                               |
| STE | Stella Luboń                  | 2                             |                               |
| grupa wielkopolska V                                                                                          |                               |                               |                               |
| WOL | Grom Wolsztyn                 | 1                             |                               |
| PPO | Piast Poniec                  | 2                             |                               |
| Oznaczenia: - kolumna pierwsza – skróty nazw drużyn, - kolumna trzecia – miejsce zajęte w poprzednim sezonie. |                               |                               |                               |

### Tabela
| Lp. | Drużyna               | M  | Z  | R | P  | Bramki | Bramki | Różn. | Pkt | Uwagi                                                              | Bezpośrednio                |
| --- | --------------------- | -- | -- | - | -- | ------ | ------ | ----- | --- | ------------------------------------------------------------------ | --------------------------- |
| 1   | Korona Piaski (M) (A) | 34 | 25 | 4 | 5  | 106    | 35     | +71   | 79  | Awans do IV ligi                                                   |                             |
| 2   | Kania Gostyń (B)      | 34 | 23 | 8 | 3  | 77     | 30     | +47   | 77  | Baraże o awans do IV ligiPrzeniesienie do grupy wielkopolskiej III |                             |
| 3   | AP Reissa Poznań      | 34 | 22 | 4 | 8  | 92     | 38     | +54   | 70  | Przeniesienie do grupy wielkopolskiej I                            |                             |
| 4   | Lipno Stęszew         | 34 | 21 | 6 | 7  | 85     | 40     | +45   | 69  |                                                                    |                             |
| 5   | Przemysław Poznań     | 34 | 17 | 7 | 10 | 74     | 61     | +13   | 58  | Przeniesienie do grupy wielkopolskiej I                            |                             |
| 6   | Rawia Rawicz          | 34 | 16 | 7 | 11 | 64     | 46     | +18   | 55  | Przeniesienie do grupy wielkopolskiej III                          |                             |
| 7   | Wiara Lecha Poznań    | 34 | 17 | 2 | 15 | 60     | 69     | −9    | 53  | Przeniesienie do grupy wielkopolskiej I                            |                             |
| 8   | Płomień Przyprostynia | 34 | 14 | 7 | 13 | 77     | 72     | +5    | 49  |                                                                    |                             |
| 9   | Stella Luboń          | 34 | 14 | 5 | 15 | 66     | 64     | +2    | 47  | STE – OCH 3:2 OCH – STE 0:4                                        |                             |
| 10  | Orkan Chorzemin       | 34 | 14 | 5 | 15 | 64     | 64     | 0     | 47  | STE – OCH 3:2 OCH – STE 0:4                                        |                             |
| 11  | PKS Racot             | 34 | 12 | 6 | 16 | 55     | 80     | −25   | 42  | Przeniesienie do grupy wielkopolskiej III                          |                             |
| 12  | Grom Plewiska         | 34 | 11 | 8 | 15 | 56     | 59     | −3    | 41  |                                                                    | GRP – PKR 1:0 PKR – GRP 2:4 |
| 13  | Promień Krzywiń (S)   | 34 | 11 | 8 | 15 | 47     | 69     | −22   | 41  | Spadek do klasy okręgowej                                          | GRP – PKR 1:0 PKR – GRP 2:4 |
| 14  | Sokół Pniewy (S)      | 34 | 11 | 7 | 16 | 55     | 65     | −10   | 40  | Spadek do klasy okręgowej                                          |                             |
| 15  | Grom Wolsztyn (S)     | 34 | 10 | 4 | 20 | 54     | 85     | −31   | 34  | Spadek do klasy okręgowej                                          |                             |
| 16  | Piast Poniec (S)      | 34 | 9  | 3 | 22 | 51     | 74     | −23   | 30  | Spadek do klasy okręgowej                                          |                             |
| 17  | Patria Buk (S)        | 34 | 7  | 4 | 23 | 43     | 109    | −66   | 25  | Spadek do klasy okręgowej                                          |                             |
| 18  | Pogoń Śmigiel (S)     | 34 | 1  | 7 | 26 | 23     | 89     | −66   | 10  | Spadek do klasy okręgowej                                          |                             |

## Grupa III

### Drużyny
| Uczestnicy poprzedniej edycji                                                                                 | Uczestnicy poprzedniej edycji | Uczestnicy poprzedniej edycji | Uczestnicy poprzedniej edycji |
| --- | ----------------------------- | ----------------------------- | ----------------------------- |
| grupa wielkopolska III                                                                                        |                               |                               |                               |
| MRO | Orzeł Mroczeń                 | 3                             |                               |
| PLE | Stal Pleszew                  | 4                             |                               |
| KRO | Astra Krotoszyn               | 5                             |                               |
| SŁU | SKP Słupca                    | 6                             |                               |
| PKB | Polonus Kazimierz Biskupi     | 7                             |                               |
| GKS | GKS Sompolno                  | 8                             |                               |
| RAR | Raszkowianka Raszków          | 9                             |                               |
| VWK | Vitcovia Witkowo              | 10                            |                               |
| KOB | Piast Kobylin                 | 11                            |                               |
| PCZ | Piast Czekanów                | 12                            |                               |
| ZEF | Zefka Kobyla Góra             | 13                            |                               |
| ZRY | Zjednoczeni Rychwał           | 14                            |                               |
| TUT | Tulisia Tuliszków             | 15                            |                               |
| grupa wielkopolska II                                                                                         |                               |                               |                               |
| LEP | Lew Pogorzela                 | 122                           |                               |
| Spadek z IV ligi 2019/2020                                                                                    |                               |                               |                               |
| grupa wielkopolska                                                                                            |                               |                               |                               |
| OPA | KS Opatówek                   | 141                           |                               |
| Awans z klasy okręgowej 2019/2020                                                                             |                               |                               |                               |
| grupa wielkopolska I                                                                                          |                               |                               |                               |
| VIS | Victoria Skarszew             | 1                             |                               |
| GRY | GKS Rychtal                   | 2                             |                               |
| grupa wielkopolska II                                                                                         |                               |                               |                               |
| MKS | MKS Dąbie                     | 1                             |                               |
| Oznaczenia: - kolumna pierwsza – skróty nazw drużyn, - kolumna trzecia – miejsce zajęte w poprzednim sezonie. |                               |                               |                               |

Objaśnienia:
1. KS Opatówek zrezygnował z udziału w IV lidze po zakończeniu poprzedniego sezonu i przystąpił do rozgrywek V ligi[1].
2. Lew Pogorzela wycofał się po 18. kolejce.

### Tabela
| Lp. | Drużyna                   | M  | Z  | R  | P  | Bramki | Bramki | Różn. | Pkt | Uwagi                                    | Bezpośrednio                             |
| --- | ------------------------- | -- | -- | -- | -- | ------ | ------ | ----- | --- | ---------------------------------------- | ---------------------------------------- |
| 1   | SKP Słupca (M) (A)        | 34 | 27 | 2  | 5  | 89     | 35     | +54   | 83  | Awans do IV ligi                         |                                          |
| 2   | Victoria Skarszew (B)     | 34 | 24 | 5  | 5  | 112    | 53     | +59   | 77  | Baraże o awans do IV ligi                |                                          |
| 3   | GKS Rychtal               | 34 | 23 | 3  | 8  | 98     | 44     | +54   | 72  |                                          |                                          |
| 4   | Zefka Kobyla Góra         | 34 | 23 | 2  | 9  | 93     | 57     | +36   | 71  |                                          |                                          |
| 5   | Stal Pleszew              | 34 | 20 | 3  | 11 | 73     | 53     | +20   | 63  | PLE – MRO 4:1 MRO – PLE 2:1              |                                          |
| 6   | Orzeł Mroczeń             | 34 | 20 | 3  | 11 | 90     | 48     | +42   | 63  | PLE – MRO 4:1 MRO – PLE 2:1              |                                          |
| 7   | Piast Kobylin             | 34 | 18 | 3  | 13 | 72     | 64     | +8    | 57  | KOB – PKB 3:0 PKB – KOB 0:3              |                                          |
| 8   | Polonus Kazimierz Biskupi | 34 | 16 | 9  | 9  | 64     | 47     | +17   | 57  | KOB – PKB 3:0 PKB – KOB 0:3              | Przeniesienie do grupy wielkopolskiej II |
| 9   | Astra Krotoszyn           | 34 | 17 | 5  | 12 | 86     | 59     | +27   | 56  |                                          |                                          |
| 10  | Vitcovia Witkowo          | 34 | 14 | 10 | 10 | 54     | 42     | +12   | 52  | Przeniesienie do grupy wielkopolskiej II |                                          |
| 11  | Piast Czekanów            | 34 | 13 | 5  | 16 | 74     | 88     | −14   | 44  |                                          |                                          |
| 12  | Zjednoczeni Rychwał (S)   | 34 | 11 | 6  | 17 | 63     | 83     | −20   | 39  | Spadek do klasy okręgowej                | ZRY – GKS 2:1 GKS – ZRY 1:4              |
| 13  | GKS Sompolno (S)          | 34 | 11 | 6  | 17 | 61     | 72     | −11   | 39  | Spadek do klasy okręgowej                | ZRY – GKS 2:1 GKS – ZRY 1:4              |
| 14  | MKS Dąbie (S)             | 34 | 10 | 4  | 20 | 47     | 82     | −35   | 34  | Spadek do klasy okręgowej                |                                          |
| 15  | KS Opatówek (S)           | 34 | 8  | 7  | 19 | 49     | 83     | −34   | 31  | Spadek do klasy okręgowej                |                                          |
| 16  | Raszkowianka Raszków (S)  | 34 | 5  | 3  | 26 | 49     | 112    | −63   | 18  | Spadek do klasy okręgowej                | RAR – TUT 1:2 TUT – RAR 0:2              |
| 17  | Tulisia Tuliszków (S)     | 34 | 5  | 3  | 26 | 48     | 100    | −52   | 18  | Spadek do klasy okręgowej                | RAR – TUT 1:2 TUT – RAR 0:2              |
| 18  | Lew Pogorzela1            | 34 | 1  | 1  | 32 | 15     | 115    | −100  | 4   | Drużyna wycofana                         |                                          |

## Baraże o awans do IV ligi
W barażach o awans do IV ligi wzięła udział 15. drużyna wielkopolskiej grupy IV ligi oraz wicemistrzowie wszystkich 3 grup wielkopolskich V ligi.

### Półfinały
| 30 czerwca 2021 18:00 | Polonia Kępno | 1:1 k. 5:4(?:?) | Pogoń Łobżenica |  |
|                       |               |                 |                 |  |

Awans do finału: Polonia Kępno
| 30 czerwca 2021 18:00 | Victoria Skarszew | 3:4(?:?) | Kania Gostyń |  |
|                       |                   |          |              |  |

Awans do finału: Kania Gostyń

### Finał
| 3 lipca 2021 17:00 | Polonia Kępno | 1:1 k. 5:4(?:?) | Kania Gostyń |  |
|                    |               |                 |              |  |

Zwycięzca: Polonia Kępno